# Landwirtschaftliche Koordinationsstelle
Die Landwirtschaftliche Koordinationsstelle (LAKO) ist eine Servicestelle in den Bereichen landwirtschaftliche Bildung und Beratung im ländlichen Raum. Die LAKO, mit Sitz in St. Pölten, ist ein Teil der Abteilung Schulen beim Amt der NÖ Landesregierung.

## Tätigkeitsbereich
Zentraler Tätigkeitsbereich ist die praxisgerechte Umsetzung von Fachwissen und neuen Erkenntnissen im agrarischen Schul- und Erwachsenenbildungsbereich, speziell mit den 18 Landwirtschaftlichen Fachschulen und zwei Berufsschulen in Niederösterreich. Konkrete Arbeitsschwerpunkte sind etwa die Organisation von Seminaren und Fachveranstaltungen, die Ausrichtung des LAKO-Kreativpreises, des Hauswirtschafts-Cups, von Waldarbeitswettbewerben und die Durchführung von Messeauftritten. Zwei Mal im Jahr wird das Bildungsjournal herausgegeben und die Bereitstellung von Bildungsangeboten im Internet gewinnt zunehmend an Bedeutung. Als Informationsdrehscheibe im Wissensbereich arbeitet die LAKO intensiv mit internationalen Bildungseinrichtungen, wie der EUROPEA, dem Netzwerk der landwirtschaftlichen Bildungseinrichtungen in Europa (Association of Agricultural Education in Europe), zusammen.
Weitere wichtige Partnerorganisationen sind LandImpulse Niederösterreich, LandImpulse Österreich im Bereich der landwirtschaftlichen Förderabwicklung und Weiterbildung; die Hochschule für Agrar- und Umweltpädagogik, die Pädagogische Hochschule Niederösterreich und die Universität für Bodenkultur sind weitere Bildungspartner; ebenso wie die Landwirtschaftskammer NÖ und das Lebensministerium. Die Fachschulen sind auch mit einem Mustergarten und einem Veranstaltungsprogramm bei der Landesgartenschau Tulln präsent. Im Sozialbereich gibt es ein besonderes Engagement beim Sozialprojekt Concordia von Pater Georg Sporschill und bei Auro-Danubia, wo Waisenkinder in Rumänien unterstützt werden.

## Landwirtschaftliches Bildungsangebot
Die LAKO-Mitarbeiter sind Lehrer der Landwirtschaftlichen Fachschulen in NÖ. Als Zukunftswerkstätte für zeitgemäßes Know-how organisiert die LAKO Bildungsangebote für Schüler und Lehrer. Auch werden Broschüren, Filme und Unterrichtsmaterialien zu Fachthemen veröffentlichen. Als Informationsdrehscheibe im Wissensbereich arbeitet die LAKO mit internationalen Bildungseinrichtungen zusammen. So werden europäische Schulpartnerschaften unterstützt und Schüleraustauschprojekte durchgeführt. Eine zusätzliche Aufgabe ist die Abwicklung von EU-Förderungen im agrarischen Bildungsbereich.